# 京绍高速动车组列车
京绍高速动车组列车是中国铁路运行于直辖市北京市及浙江省绍兴市嵊州市及诸暨市的高速动车组列车，现每日共开行1.5对列车，列车客运乘务由北京局集团北京客运段高铁一队、上海局集团杭州客运段高铁一队担当。

## 历史
2011年6月30日，配合京沪高铁开通，新增北京南～杭州G31/40次、G36次列车。
2013年7月1日，配合宁杭高铁开通以及杭州东站恢复使用，G31/40次列车在南京南站至杭州站间改经宁杭高铁运行。
2016年1月10日，新增北京南～杭州东G165/166次列车。
2017年1月5日，G31次列车延长至绍兴北站终到并调整车次为G19次，G40次列车延长至绍兴北站始发。
2018年4月10日，G19/40次列车缩短至杭州东站始发终到，G165/166次列车延长至绍兴北站始发终到。
2019年1月5日，G36次列车延长至诸暨站始发。
2021年4月10日，G165/166次列车调整至绍兴东站始发终到。
2021年6月25日，配合京沪高铁运行图重排，原G36次列车车次调整为G176次，原G165/166次列车车次调整为G177/194次。
2021年10月11日，G177/194次列车恢复绍兴北站始发终到。
2022年1月10日，配合杭台高速铁路通车，G177/194次列车调整至嵊州新昌站始发终到。

## 使用列车
G176次列车使用配属上海局集团杭州艮山门动车运用所CRH380BL；G177/194次列车使用配属北京局集团北京南动车运用所的CRH380CL。

## 车体交路
- 上海局G176次：出库→杭州东开0G175至诸暨→诸暨开G176至北京南→北京南开G191至江山→江山站过夜→江山开G178至北京南→北京南开G193至杭州东→回库。
- 北京局G177/194次：出库→北京南开G177至嵊州新昌→嵊州新昌开G194至北京南→回库。